# Скриняно
Скриняно е село в Западна България. То се намира в община Кюстендил, област Кюстендил.

## История
През 1889 година в селото е построено четирикласно училище „Иван Вазов“ и черква „Света Богородица“, разрушена по-късно от свлачище.
При избухването на Балканската война през 1912 година дванадесет души от селото са доброволци в Македоно-одринското опълчение.

## Културни и природни забележителности
В близост е до язовир „Дренов Дол“ с рибно разнообразие от Бял толстолоб, Каракуда, Костур, Кротушка, Лин, Речен кефал, Слънчева риба, Сом, Уклейка, Червеноперка, Черна мряна, Шаран.

## Родени в Скриняно
- Синесий Скопски (1836 – 1917), български църковен деец. Светското му име е Стоимен Райков Димитров. Синесий произхожда от с. Скриняно, Кюстендилско. Роден е през 1836 г. и учи в българско училище в Цариград. На 18-годишна възраст приема монашество в Рилския манастир. Три години завежда кюстендилския манастир „Св. Мина“. Изпращан е на таксид в Пирот, Ниш и накрая във Враца, където се включва в революционния комитет. През 1875 г. Синесий е ръкоположен за Стобийски епископ. Служи като викарий на Кюстендилския митрополит в Щип и наместник на Пловдивския митрополит Панарет. През 1884 г. става Охридски митрополит, а през 1894 г. – митрополит на Скопие. Той умира в Кюстендил на 16 декември 1917
- Стоян Венев /1904 – 1989/, живописец и карикатурист, народен художник, два пъти герой на социалистическия труд, почетен гражданин на гр. Кюстендил.
- Петър Сърбински (1915 – 1961), политик
- Стоян Лудев /1918 – 1944/, един от видните дейци и организатори на антифашиската съпротивя в Кюстендилско. През 1943 година в ОК на БКП – Кюстендил попада Стоян Лудев. Твърде млад, 24-годишен, на поста който заема, той се извисява по-високо от своите предшественици. Не друг, а той поема тежката отговорност и дава път на въоръжената борба против фашизма в Кюстендилска околия. Даже ако приемем, че това е единственият му принос, и тогава трябва да признаем, че тоя принос има историческа стойност. Освен това Стоян Лудев е единственият член от околийско ръководство, който излиза партизанин. Трагична и героична е неговата гибел
- Драган Марамски (1930 – 1995), главен редактор, журналист.